# Elżbieta Horszczaruk
Elżbieta Krystyna Horszczaruk – polska inżynier, profesor nauk inżynieryjno-technicznych.

## Życiorys
W 1986 r. ukończyła studia budownictwa w Politechnice Szczecińskiej, w 1999 r. obroniła pracę doktorską, w 2009 r. otrzymała stopień doktora habilitowanego. W 2020 r. uzyskała tytuł profesora nauk inżynieryjno-technicznych. Pracuje w Zachodniopomorskim Uniwersytecie Technologicznym w Szczecinie.